# Microchrysa calopa
Microchrysa calopa är en tvåvingeart som beskrevs av Enrico Adelelmo Brunetti 1912. Microchrysa calopa ingår i släktet Microchrysa och familjen vapenflugor. Inga underarter finns listade i Catalogue of Life.